# Роксбери (тауншип, Миннесота)
Роксбери (англ. Rocksbury) — тауншип в округе Пеннингтон, Миннесота, США. На 2000 год его население составило 1077 человек.

## География
По данным Бюро переписи населения США площадь тауншипа составляет 90,3 км², из которых 88,8 км² занимает суша, а 1,4 км² — вода (1,55 %).

## Демография
По данным переписи населения 2000 года здесь находились 1077 человек, 382 домохозяйства и 299 семей.  Плотность населения —  12,1 чел./км².  На территории тауншипа расположено 408 построек со средней плотностью 4,6 построек на один квадратный километр. Расовый состав населения: 96,19 % белых, 0,19 % афроамериканцев, 1,21 % коренных американцев, 0,09 % азиатов, 0,09 % c Тихоокеанских островов, 1,49 % — других рас США и 0,74 % приходится на две или более других рас. Испанцы или латиноамериканцы любой расы составляли 1,95 % от популяции тауншипа.
Из 382 домохозяйств в 36,6 % воспитывались дети до 18 лет, в 70,2 % проживали супружеские пары, в 4,2 % проживали незамужние женщины и в 21,5 % домохозяйств проживали несемейные люди. 16,5 % домохозяйств состояли из одного человека, при том 6,0 % из — одиноких пожилых людей старше 65 лет. Средний размер домохозяйства — 2,78, а семьи — 3,11 человека.
29,1 % населения — младше 18 лет, 8,4 % — в возрасте от 18 до 24 лет, 25,9 % — от 25 до 44, 27,0 % — от 45 до 64, и 9,7 % — старше 65 лет. Средний возраст — 38 лет. На каждые 100 женщин приходилось 108,3 мужчин.  На каждые 100 женщин старше 18 приходилось 109,3 мужчин.
Средний годовой доход домохозяйства составлял 50 547 долларов, а средний годовой доход семьи —  55 446 долларов. Средний доход мужчин —  36 719  долларов, в то время как у женщин — 26 250. Доход на душу населения составил 19 491 доллар. За чертой бедности находились 7,4 % семей и 10,1 % всего населения тауншипа, из которых 10,9 % младше 18 и 10,5 % старше 65 лет.